# Trattato di Aquisgrana (1668)
Il trattato di Aquisgrana del 1668 pose fine alla cosiddetta guerra di devoluzione.

## La guerra di devoluzione
Il trattato pose fine alla cosiddetta «guerra di devoluzione», scoppiata l'anno precedente in seguito alle pretese di Luigi XIV di Francia sulle Fiandre (appartenenti alla Spagna). Il «diritto di devoluzione», in alcune province fiamminghe, attribuiva i beni patrimoniali ai figli o alle figlie di primo letto, anche nel caso in cui fossero nati altri figli da un secondo matrimonio. La moglie di Luigi XIV, Maria Teresa d'Asburgo (1638-1683), era figlia di Filippo IV di Spagna, nata dal primo matrimonio di Filippo IV, mentre il successore di Filippo IV, Carlo II di Spagna, era figlio di seconde nozze. Alla Francia si contrappose una "Tripla alleanza" in appoggio della Spagna (Inghilterra, Svezia e Province Unite).

## Il trattato
Il trattato fu firmato il 2 maggio 1668: da una parte la Francia e dall'altra le potenze della "Triplice alleanza" (Spagna, Inghilterra e Svezia) e le Province Unite olandesi.

Nei Paesi Bassi meridionali il regno di Francia conservò le piazzeforti occupate dal suo esercito durante la campagna di Fiandra, nel corso della guerra di devoluzione, come le loro dipendenze, cioè:
- nella contea di Fiandra: 

Vantaggi ottenuti dalla Francia con la pace di Aquisgrana.

  - intorno a Bruges, Bergues[1] la sua castellania e quella di Furnes, con la relativa città;
  - nella zona di Gand, Courtrai[2] e la sua castellania — di cui il paese o verge di Menin — così come Audenarde e la sua castellania;
  - nella Fiandra vallone, Lilla[3] e i cinque paesi della sua castellania — il Mélantois, il Carembault, la Pévèle, il Ferrain e le Weppes — come i territori di Douai e della sua castellania, ivi compreso il forte di Scarpe[4];
- nella contea di Hainaut, la città fortificata di Ath e la sua castellania come anche la città fortificata di Binche e la sua prevostura;
- nelle contee di Fiandra e dell'Hainaut, Tournai[5] e il suo bailaggio;
- nella Contea di Namur, la fortezza di Charleroi[6];
- Armentières.

La Francia rese alla Spagna la contea di Borgogna (approssimativamente l'attuale Franca Contea), da lei occupata, ma queste piazzeforti avevano un valore maggiore nella misura in cui esse indebolivano il sistema dei Paesi Bassi spagnoli e allontanavano la frontiera nord della Francia da Parigi.